# Kąty (rejon szeptycki)
Kąty (ukr. Кути) – wieś na Ukrainie, w obwodzie lwowskim, w rejonie szeptyckim.
Do 2020 w rejonie radziechowskim.